# Ville de lumière
Singles de Gold
Capitaine abandonné
(1985) Laissez-nous chanter
(1986)
Ville de lumière est une chanson de 1986 interprétée par le groupe français Gold. Elle est sortie comme deuxième single de l'album Calicoba.
La chanson, qui rend hommage à la ville de Beyrouth, atteint la deuxième place du Top 50 à partir d'août 1986 et s'est vendue à plus de 700 000 exemplaires. Elle a été certifiée disque d'or par le Syndicat national de l'édition phonographique.

## Histoire, contexte et contenu

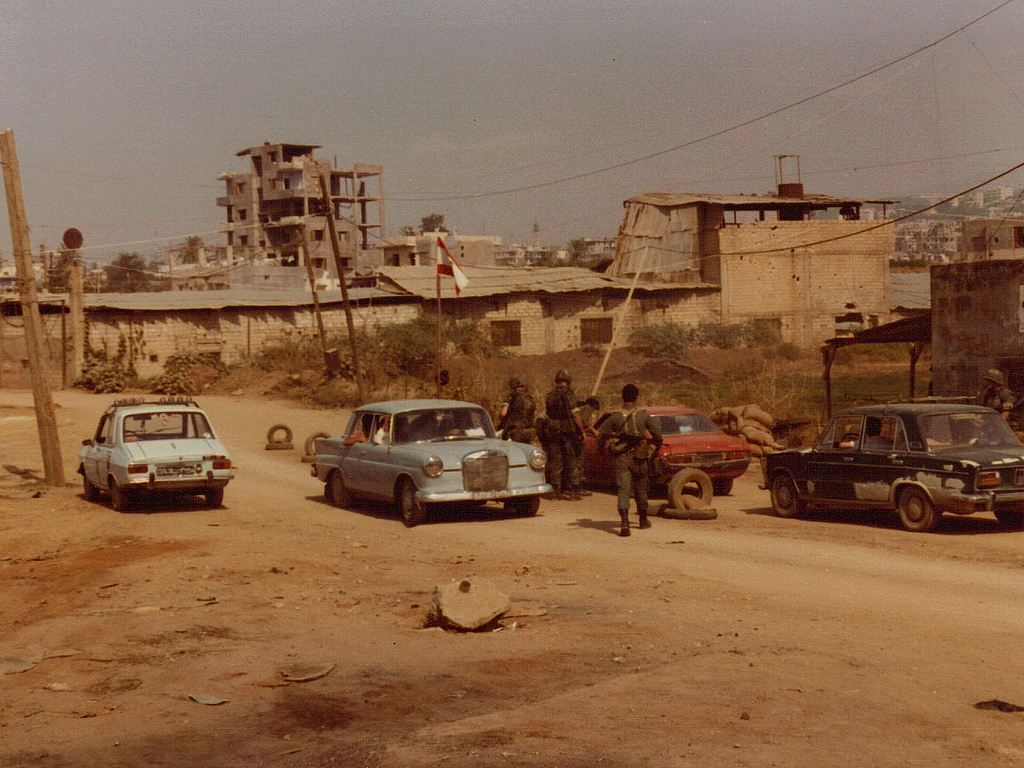
Beyrouth durant la guerre civile, en 1982.

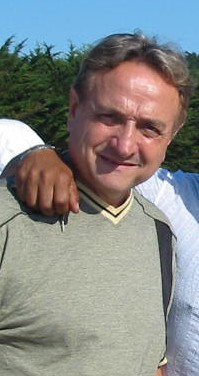
Émile Wandelmer.

La chanson est un hommage à la ville de Beyrouth, au Liban, ravagée par la guerre civile. Le clip vidéo de la chanson, assez explicite, présente l'évasion d’un prisonnier, interprété par le chanteur de Gold, Émile Wandelmer. Il y figure en haillons, pas rasé et en sueur dans un pays ravagé par la guerre. Cette scène est associée à des images d'archives présentant des civils fuyant les combats et les attaques aériennes. 
Le refrain, mis en boucle à la fin de la chanson, ne cite ni le lieu, ni l'époque et se présente sous une forme très triste et résignée :
« Ne plus pleurer, rester là

À se demander pourquoi

N'exister que pour toi

T'aimer jusqu'au dernier combat »
La musique de cette chanson a été composée par Bernard Mazauric et Émile Wandelmer, membres du groupe, et le texte a été écrit par Jacques Cardona en collaboration avec l'ensemble des membres du groupe de l'époque,, la pochette du disque ayant été réalisée par Gilles Serrand.

## Distribution
Cette chanson, sortie en 1986, a été distribuée en simple 45 tours ainsi que sous la forme d'un maxi 45 tours, paru sur le label WEA avec le numéro de catalogue « 248690-0 », qui présente trois enregistrements ; deux versions — une courte et une longue — de la chanson ainsi que la chanson Lady Baby Doll en face B,,.

## Accueil commercial
Ville de lumière entre dans le Top 50 à la 41e position le 28 juin 1986 et atteint les dix premières places du classement dès la quatrième semaine. Le single atteint la deuxième place le 9 août 1986 et reste classé à cette place pendant sept semaines consécutives. Au total, il est resté pendant 29 semaines dans le classement, ce qui fait de Ville de lumière le single de Gold le plus longtemps classé au Top 50. Il est ensuite certifié disque d'or par le Syndicat national de l'édition phonographique. 
Dans le classement paneuropéen European Hot 100 Singles, la chanson entre directement à la 45e position lors du classement le 19 juillet 1986, avant d'atteindre la 25e position le 6 septembre de la même année.

## Liste des titres
| A. | Ville de lumière | 3:50 |
| B. | Lady Baby Doll   | 4:26 |

| A.  | Ville de lumière (version longue) | 7:15 |
| B1. | Ville de lumière                  | 3:50 |
| B2. | Lady Baby Doll                    | 4:26 |

## Crédits
| Gold - Émile Wandelmer – chant, guitare - Lucien Crémadès – chœurs, guitare - Bernard Mazauric – chœurs, claviers, composition - Étienne Salvador – batterie, percussions - Alain Llorca – chœurs, basse | Production - Jacques Cardona – réalisation, paroles - Jean-Luc Lemerre, Gold – réalisation - Yves Delaunay – ingénieur du son - Francis Delmas – management - Gilles Serrand – photographie |

Crédits adaptés des notes d'accompagnement,.

## Classements et certifications
| Classement (1986–87)          | Meilleure position |
| ----------------------------- | ------------------ |
| Europe (Eurochart Hot 100)    | 25                 |
| France (SNEP)                 | 2                  |
| Québec (Palmarès francophone) | 28                 |

| Classement (1986)         | Position |
| ------------------------- | -------- |
| Europe (European Hot 100) | 50       |
| France (SNEP)             | 7        |

### Certification
| Pays          | Certification | Ventes  |
| ------------- | ------------- | ------- |
| France (SNEP) | Or            | 700 000 |